# Jean-Pierre Viseur
Pour les articles homonymes, voir Viseur (homonymie).
Jean-Pierre Viseur est un homme politique belge né à Quiévrain le 29 juin 1942.

## Biographie
Jean-Pierre Viseur milite durant sa jeunesse au Jeunesse étudiante chrétienne (devenu Jeune et Citoyen en Belgique).
Il est concessionnaire Toyota avant de commencer sa carrière politique. 

## Carrière politique
Membre de l'U.D.P. (Union démocratique et progressiste) au côté de René Noël au début des années 1980, Jean-Pierre Viseur devient militant Ecolo à la suite de la disparition de l'UDP et de sa proximité avec les idées portées par ce parti. 
En 1985 et 1987, Jean-Pierre Viseur se présente au Sénat, sans succès. 
En 1988, il est élu conseiller communal de la Ville de Mons. 
Il est élu à la Chambre des représentants le 24 novembre 1991 en tant que premier député Ecolo de l'arrondissement de Mons.  
Au côté de Jacky Morael et Philippe Defeyt, il négociera les réformes institutionnelles qui feront de la Belgique un État fédéral. 
Il est réélu en tant que député de la circonscription électorale de Mons-Soignies le 21 mai 1995, ainsi que le 13 juin 1999. 
Il siège jusqu'au 10 janvier 2001, date à laquelle il démissionne. Son siège au sein de la 50e législature de la Chambre est repris par Gérard Gobert le 11 janvier 2001. 
Chef de groupe Ecolo au conseil communal de Mons de 2001 à 2012.
En 2018, Jean-Pierre Viseur se présente aux élections communales, mais n'est pas élu directement. À la suite de la démission d'Aliénor Lefebvre, il revient au Conseil communal de Mons en janvier 2020. 
Le 12 juillet 2022, Jean-Pierre Viseur démissionne du Conseil communal et laisse sa place à Baptiste Coppens. À 80 ans, il souhaite mettre un terme à sa vie politique.